# Menzo Kwint

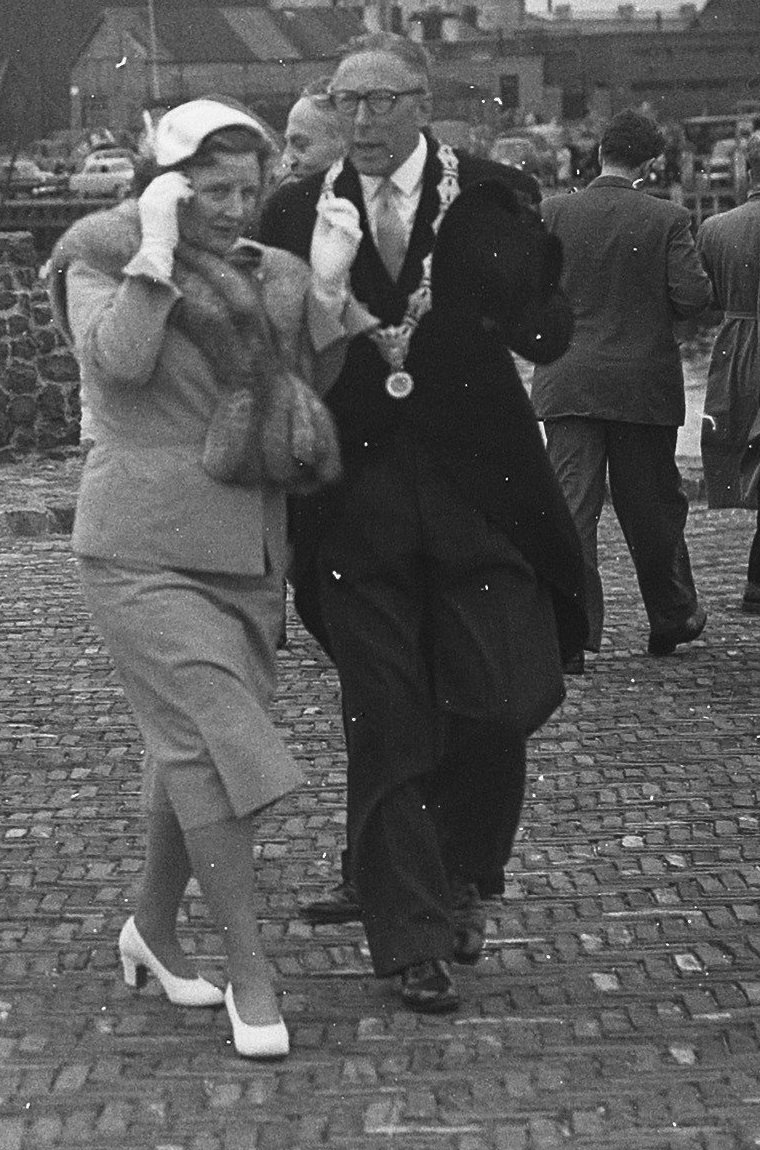
Koningin Juliana met burgemeester M.M. Kwint (1955)

Menzo Mattheus Kwint (Nieuw- en Sint Joosland, 27 april 1898 – Velsen, 4 november 1989) was een Nederlands politicus.
Hij werd geboren als zoon van Hendrik Kwint (1863-1940; predikant) en Antje Hoekzema (1869-1902). Hij is afgestudeerd in de rechten aan de Rijksuniversiteit Utrecht en werd daarna volontair bij de gemeentesecretarie van Maarn. Kwint was vanaf 1931 waarnemend burgemeester van Zuilen en toen bleek dat een mogelijke annexatie door de gemeente Utrecht op korte termijn niet door zou gaan werd hij daar in 1934 benoemd tot burgemeester. Een jaar later volgde zijn benoeming tot burgemeester van Velsen. Midden 1942 werd hij ontslagen waarna Velsen een NSB'er als burgemeester kreeg. Ten tijde van de Duitse capitulatie was Kwint de Utrechtse stadscommandant van de Binnenlandse Strijdkrachten. Hij keerde na de bevrijding in 1945 terug als burgemeester van Velsen. Op eigen verzoek werd hem in 1960 ontslag verleend en in 1989 overleed hij op 91-jarige leeftijd.